# ميتشيل هورويتز
ميتشيل هورويتز (بالإنجليزية: Mitchell Hurwitz)‏ هو منتج أفلام وكاتب سيناريو ومخرج أمريكي، ولد في 29 مايو 1963 في آناهايم في الولايات المتحدة.

## وصلات خارجية
- ميتشيل هورويتز على موقع IMDb (الإنجليزية)
- ميتشيل هورويتز على موقع ألو سيني (الفرنسية)
- ميتشيل هورويتز على موقع قاعدة بيانات الفيلم (الإنجليزية)
- ميتشيل هورويتز على موقع كينوبويسك (الروسية)